# Vennootschap met sociaal oogmerk
Een vennootschap met sociaal oogmerk (vso) is een vennootschap naar Belgisch recht die niet tot doel heeft winst te maken, maar eerder een sociaal doel heeft.
De vso is geen aparte vennootschapsvorm. Bvba's, nv's, comm.v's, en andere soorten vennootschappen kunnen allemaal vso's zijn. Hiervoor moeten ze aan bepaalde eisen voldoen.
De vennootschapsvorm die het meest geschikt is als vso is de coöperatieve vennootschap (cvba en cvoa). Het coöperatieve gedachtegoed aan met dat van de vso.